# Euproctis miniata
Euproctis miniata är en fjärilsart som beskrevs av Sir George Hamilton Kenrick 1914. Euproctis miniata ingår i släktet Euproctis och familjen tofsspinnare. Inga underarter finns listade i Catalogue of Life.